# Shaldag
El Shaldag (en hebreo: שלדג, en español: Martín pescador), también es conocido como Unidad 5101, es una unidad de comando de élite de la Fuerza Aérea Israelí. El Shaldag fue fundado en 1974, después de la guerra de Yom Kipur, por Muki Betzer, un veterano de Sayeret Matkal que trajo a varios veteranos de Matkal con él. Inicialmente la unidad empezó operando como una compañía de reserva de Sayeret Matkal, luego fue finalmente transferida a la Fuerza Aérea Israelí.
La misión de Shaldag es desplegar a sus tropas y pasar desapercibidos en ambientes hostiles y de combate para realizar misiones especiales de reconocimiento, establecer zonas de salto y operar cerca de aeródromos, realizar acciones de control de tráfico aéreo y operaciones de comando detrás de las líneas enemigas. El Shaldag opera desde la Base Aérea de Palmachim. Sus soldados llevan fusiles de asalto M16 o carabinas M4A1 y están equipados con el lanzagranadas M203. Para llevar a cabo misiones especiales, van armados con pistolas Glock 17 de 9×19 mm y fusiles de francotirador Mauser SR 82/66.

## Reclutamiento y capacitación
Los operadores de la unidad de Shaldag pasan una fase de entrenamiento más larga que cualquier otra unidad de las FDI, el entrenamiento de los comandos dura 22 meses, y su formación pone un énfasis especial en la navegación. El entrenamiento consta de varias fases, con ejercicios de navegación entre cada fase, los ejercicios han sido diseñados para proporcionar una extensa experiencia de navegación. Asimismo se llevan a cabo largas marchas militares llevando un equipo pesado encima. Las diferentes fases del entrenamiento son:
- 6 meses de entrenamiento básico y avanzado de infantería.
- 1 curso de paracaidismo en la escuela de paracaidismo de la Fuerza Aérea.
- 1 curso de lucha contra el terrorismo en la escuela antiterrorista de la Fuerza Aérea.
- Ejercicios de navegación y orientación sobre el terreno.
- Cooperación aire-tierra y operaciones aerotransportadas.
- Entrenamiento de reconocimiento y de inteligencia.
- Entrenamiento especializado para aquellos miembros de la unidad que han sido designados como paramédicos y francotiradores.[3]